# Moses Odjer
Moses Odjer (Tema, 17 agosto 1996) è un calciatore ghanese con cittadinanza italiana, centrocampista dell'Ascoli.

## Biografia
Suo fratello maggiore Nicholas è stato a sua volta un calciatore professionista.

## Caratteristiche tecniche
Di ruolo centrocampista, è un abile rubapalloni.

## Carriera

### Club
Nella stagione 2012-2013 ha giocato 14 partite nella prima divisione ghanese; nell'estate 2014 passa al Catania, formazione di Serie B, che lo aggrega alla sua squadra Primavera. Debutta con la squadra siciliana il 29 novembre 2014, nella partita persa contro la Ternana 1-0, giocando 71 minuti dopo aver sostituito Alexis Rolín.
Il 31 agosto 2015 si trasferisce in prestito alla Salernitana con diritto di riscatto e controriscatto a favore del Catania.
Segna il suo primo goal con la maglia della Salernitana, che rappresenta anche il suo primo goal in Serie B, il 9 aprile 2016, in occasione della sfida interna Salernitana-Latina (3-2). Il 22 giugno 2016 viene riscattato.
Rimane in forza ai granata fino al 23 gennaio 2020, giorno in cui viene ceduto al Trapani.
Rimasto svincolato, il 19 settembre 2020 viene ufficializzato il suo passaggio al Palermo, neopromosso in Serie C. Dopo aver conquistato la promozione in Serie B con il club siciliano, il 14 luglio 2022 firma un contratto biennale con il Foggia. Il 20 agosto 2024 viene ufficializzato dalla Pianese, neopromossa in Serie C. L'esperienza con i toscani dura solamente 6 mesi, nel mercato invernale si trasferisce all'Ascoli.

### Nazionale
Nella Coppa d'Africa Under-20 del 2013 ha giocato 4 partite; nei successivi Mondiali Under-20 del 2013 ha invece segnato un gol in 6 presenze, contribuendo così al raggiungimento del terzo posto finale nella manifestazione.

## Statistiche

### Presenze e reti nei club
Statistiche aggiornate al 28 aprile 2025.
| Stagione           | Squadra            | Campionato         | Campionato | Campionato | Coppe nazionali | Coppe nazionali | Coppe nazionali | Coppe europee | Coppe europee | Coppe europee | Altre coppe | Altre coppe | Altre coppe | Totale | Totale |
| Stagione           | Squadra            | Camp               | Pres       | Reti       | Camp            | Pres            | Reti            | Camp          | Pres          | Reti          | Camp        | Pres        | Reti        | Pres   | Reti   |
| ------------------ | ------------------ | ------------------ | ---------- | ---------- | --------------- | --------------- | --------------- | ------------- | ------------- | ------------- | ----------- | ----------- | ----------- | ------ | ------ |
| 2012-2013          | Tema Youth         | PL                 | 14         | 1          | -               | -               | -               | -             | -             | -             | -           | -           | -           | 14     | 1      |
| 2014-2015          | Catania            | B                  | 11         | 0          | CI              | 0               | 0               | -             | -             | -             | -           | -           | -           | 11     | 0      |
| ago. 2015          | Catania            | LP                 | 0          | 0          | CI+CI-LP        | 2+0             | 0               | -             | -             | -             | -           | -           | -           | 2      | 0      |
| Totale Catania     | Totale Catania     |                    | 11         | 0          |                 | 2               | 0               |               | -             | -             |             | -           | -           | 13     | 0      |
| ago. 2015-2016     | Salernitana        | B                  | 26+2       | 1          | CI              | 1               | 0               | -             | -             | -             | -           | -           | -           | 29     | 1      |
| 2016-2017          | Salernitana        | B                  | 26         | 0          | CI              | 1               | 0               | -             | -             | -             | -           | -           | -           | 27     | 0      |
| 2017-2018          | Salernitana        | B                  | 25         | 0          | CI              | 2               | 0               | -             | -             | -             | -           | -           | -           | 27     | 0      |
| 2018-2019          | Salernitana        | B                  | 15+2       | 0          | CI              | 2               | 1               | -             | -             | -             | -           | -           | -           | 19     | 1      |
| 2019-gen. 2020     | Salernitana        | B                  | 11         | 0          | CI              | 0               | 0               | -             | -             | -             | -           | -           | -           | 11     | 0      |
| Totale Salernitana | Totale Salernitana | Totale Salernitana | 103+4      | 1          |                 | 6               | 1               |               | -             | -             |             | -           | -           | 113    | 2      |
| gen.-giu. 2020     | Trapani            | B                  | 11         | 0          | CI              | -               | -               | -             | -             | -             | -           | -           | -           | 11     | 0      |
| 2020-2021          | Palermo            | C                  | 26         | 0          | -               | -               | -               | -             | -             | -             | -           | -           | -           | 26     | 0      |
| 2021-2022          | Palermo            | C                  | 27+4       | 0          | CI-C            | 3               | 0               | -             | -             | -             | -           | -           | -           | 34     | 0      |
| Totale Palermo     | Totale Palermo     | Totale Palermo     | 53+4       | 0          |                 | 3               | 0               |               | -             | -             |             | -           | -           | 60     | 0      |
| 2022-2023          | Foggia             | C                  | 24+3       | 0          | CI-C            | 3               | 0               | -             | -             | -             | -           | -           | -           | 30     | 0      |
| 2023-2024          | Foggia             | C                  | 22         | 0          | CI-C            | 2               | 0               | -             | -             | -             | -           | -           | -           | 24     | 0      |
| Totale Foggia      | Totale Foggia      | Totale Foggia      | 46+3       | 0          |                 | 5               | 0               |               | -             | -             |             | -           | -           | 54     | 0      |
| 2024-gen. 2025     | Pianese            | C                  | 20         | 2          | CI-C            | 0               | 0               | -             | -             | -             | -           | -           | -           | 20     | 2      |
| gen.- giu. 2025    | Ascoli             | C                  | 12         | 1          | CI-C            | 0               | 0               | -             | -             | -             | -           | -           | -           | 12     | 1      |
| Totale carriera    | Totale carriera    | Totale carriera    | 281        | 5          |                 | 16              | 1               |               | -             | -             |             | -           | -           | 297    | 6      |